# Достык (футбольный клуб, Алма-Ата)
«Достык» — бывший казахстанский футбольный клуб из Алма-Аты. Просуществовал один сезон в высшем дивизионе Казахстана по футболу. В 1993, где в подгруппе занял первое место, но непосредственно в финале в итоге занял всего лишь седьмое место. Обладатель Кубка Казахстана.

## Статистика
| Год  | Лига       | Место | И  | В  | Н | П  | Мячи    | Кубок      |
| ---- | ---------- | ----- | -- | -- | - | -- | ------- | ---------- |
| 1993 | Группа А   | 1     | 24 | 14 | 5 | 5  | 58 — 25 | Победитель |
| 1993 | Места 1-12 | 7     | 22 | 9  | 1 | 12 | 26 — 24 | Победитель |

Главный тренер — Вахид Масудов.
См. также: Категория:Игроки ФК «Достык» Алма-Ата.